# Mîrske, Kuibîșeve
Mîrske (în ucraineană Мирське, în germană Mirau) este un sat în comuna Mareanivka din raionul Kuibîșeve, regiunea Zaporijjea, Ucraina. Satul a fost locuit de germanii pontici.  

## Demografie
Componența lingvistică a localității Mîrske
     Ucraineană (74,29%)
     Rusă (25,71%)
Conform recensământului din 2001, majoritatea populației localității Mîrske era vorbitoare de ucraineană (74,29%), existând în minoritate și vorbitori de rusă (25,71%).